# Lamegal
Lamegal is een plaats (freguesia) in de Portugese gemeente Pinhel en telt 360 inwoners (2001).